# Harry Godwin
Sir Harry Godwin (* 9. Mai 1901 in Rotherham, South Yorkshire; † 12. August 1985) war ein britischer Botaniker. Er war eine führende Figur in der Pflanzenökologie und der Quartärforschung und machte sich um die Entwicklung und Anwendung der Radiokarbonmethode und der Palynologie (Pollenanalyse, insbesondere mittels Elektronenmikroskopie) verdient.

## Leben
Godwin wuchs in Long Eaton, Derbyshire, auf und war als Kind aktiver Pfadfinder. Während der Kriegsjahre 1914 bis 1918 besuchte er die Oberschule, wo er neben den Naturwissenschaften auch intensiv Deutsch lernte. Zur Vorbereitung auf das Studium arbeitete er bei dem Geologen Henry Hurd Swinnerton (1875–1966) am University College Nottingham (Vorläufer der University of Nottingham, damals eine Dependance der University of London) und hörte erste Vorlesungen am Clare College der University of Cambridge.
Ab 1919 studierte er am Clare College Botanik, Geologie und Chemie im Rahmen des naturwissenschaftlichen Tripos, das er 1922 mit Auszeichnung abschloss. Im selben Jahr erwarb er als Externer einen Bachelor in Botanik (Nebenfach Geologie) an der University of London. 1926 erwarb er einen Ph.D. am Clare College. Zu seinen Lehrern gehörten Arthur George Tansley und Henry Thirkill, mit denen Godwin eine langjährige Freundschaft verband.
Ab 1922 forschte Godwin bei dem Pflanzenphysiologen Frederick Blackman, ab 1925 hatte er eine Forschungsstelle am Clare College inne, 1927 wurde er (als Nachfolger von Samuel Macmahon Wadham, 1891–1972) Senior University Demonstrator, 1934 wurde er Fellow des College und Lecturer für Botanik der Universität. 1948 war er Gründungsdirektor der neuen Abteilung für Quartärforschung, eine Stellung, die er bis 1966 behielt. 1958/1959 war Godwin in der Nachfolge von Thirkill interimistischer Master des Clare College. Von 1960 bis 1968 war Godwin Professor für Botanik an der University of Cambridge. Nach seiner Emeritierung 1968 blieb Godwin wissenschaftlich aktiv.
Godwin veröffentlichte neben zahlreichen Zeitschriftenaufsätzen mehrere Monografien. 1930 erschien sein Lehrbuch Plant biology („Pflanzenbiologie“, also Botanik), das bis 1945 drei Neuauflagen erlebte. 1956 erschien die erste Auflage von History of the British Flora, 1975 die zweite Auflage. Cambridge and Clare (1985) ist eine autobiografische Schrift über seine fünf Jahrzehnte am Clare College und der University of Cambridge.
Zu seinen zahlreichen Schülern zählen Richard Gilbert West und Nicholas Shackleton, die ihm beide in der Position des Direktors der Abteilung für Quartärforschung an der University of Cambridge nachfolgten. Seit 1927 war Godwin mit Margaret Elizabeth Daniels verheiratet, mit der er gemeinsam auch veröffentlichte. Das Paar hatte einen Sohn (1934–1974).
Seit 1998 ist Godwin Namensgeber für die Godwin-Kliffs in der Antarktis.

## Forschung
Godwin veröffentlichte auf zahlreichen Gebieten der Botanik.
Frühe Arbeiten befassten sich mit der Pflanzenphysiologie, insbesondere Fragen der Pflanzenatmung und dem Verwelken. Später kamen Fragen der Pflanzenanatomie dazu, in seinen späten Jahren durch die Entwicklung der Elektronenmikroskopie befeuert, mit der sich insbesondere die Struktur von Pollen analysieren ließ.
Bereits ab 1923 hatte Godwin sich mit dem Einfluss des Menschen auf die Pflanzensoziologie von Moorgebieten befasst. Weitere Arbeiten der Pflanzenökologie befassten sich mit der Pflanzen-Sukzession während des Prozesses der Verlandung und bei der Ausbildung von Hochmooren, sowie mit verschiedenen Aspekten der Populationsökologie.
Als herausragend gilt Godwins Beitrag zur Quartärforschung, insbesondere als interdisziplinärer Ansatz. So gehörte seine Abteilung für Quartärforschung, der er von 1948 bis 1966 vorstand, sowohl zur Botanik als auch zur Geologie, Archäologie und Anthropologie der Universität Cambridge. An der Abteilung wurde zur Vegetationsgeschichte und zur Radiokarbonmethode geforscht, zur Klimageschichte und zur Meeresgeologie, zu Insekten und Schnecken, zur Stratigraphie der Meere und der Kontinente. Godwin selbst betrieb extensiv Pollenanalyse in den Mooren Großbritanniens. Insgesamt machte sich Godwin besonders um die Erforschung des Wicken Fen verdient, eines Naturschutzgebietes in Cambridgeshire.
Gemeinsam mit seiner Frau Margaret veröffentlichte Godwin in den 1930er Jahren erste Originalarbeiten zur Vegetationsgeschichte Britanniens. Über drei Jahrzehnte konnte er zu zahlreichen Details der Paläoökologie, der Torf-Stratigrafie, der Schwankungen des Meeresspiegels und zur Archäologie (insbesondere der Bronzezeit) beitragen. Godwin kann als einer der Begründer einer Umweltarchäologie (vergleiche Archäobotanik) gelten. Späte Arbeiten Godwins befassten sich vermehrt mit der Flandrischen Transgression, dem Anstieg des Meeresspiegels nach der letzten Kaltzeit, und ihren Auswirkungen auf verschiedene Moorgebiete.
Godwin wandte die Radiokarbonmethode von Willard Libby zur Datierung biologischer Proben an. Hierzu ließ er an seiner Abteilung ein spezialisiertes Labor (unter E. H. Willis) einrichten. Insbesondere konnte eine Synchronität der Pollenverteilung und damit eine Parallelität der Vegetationsgeschichte der britischen Inseln und Nordwesteuropas gezeigt werden.
Godwin veröffentlichte zahlreiche systematische Übersichtsarbeiten (reviews) zu folgenden Fragen: Pollenanalyse, Pollenanalyse und Waldgeschichte Britanniens, Pollenanalyse und Quartärgeologie, prähistorische Holzkohle, küstennahe Torfgebiete und Schwankungen des Meeresspiegels, Stratigrafie des Reegenmoors, Klimawandel und Archäologie, Gletscher-Pollenanalyse, die letzte Kaltzeit, Spuren klimatischer Veränderungen im Torf, Geschichte der Flora Britanniens, Pollenanalyse in mineralischen Böden, oder Radiokarbonmethode und Archäologie. 1975 wandte Sir Godwin die Theorie der eiszeitlichen Rückzugsräume auf die Pflanzenwelt der britischen Inseln an.

## Auszeichnungen (Auswahl)
- 1942/1943 Präsident der British Ecological Society
- 1945 Mitglied der Royal Society
- 1951 Prestwich Medal der Geological Society of London[5]
- 1960 Croonian Lecture der Royal Society: Radiocarbon dating and Quaternary history in Britain.[6]
- 1960 Ehrendoktorat des Trinity College Dublin
- 1962 Mitglied der Leopoldina[7]
- 1962 Mitglied der Königlich Dänischen Akademie der Wissenschaften
- 1966 Linné-Medaille der Linnean Society of London (gemeinsam mit George Stuart Carter)[8]
- 1968 Ehrendoktorat der University of Lancaster
- 1970 Knight Bachelor
- 1974 Ehrendoktorat der University of Durham
- 1976 Auswärtiges Ehrenmitglied der American Academy of Arts and Sciences[9]
- 1976 erste Tansley Lecture der British Ecological Society
- 1982 Albrecht-Penck-Medaille der Deutschen Quartärvereinigung[10]